# Liste des Premiers ministres de l'Alberta
Voici la liste des premiers ministres de l'Alberta depuis la création de cette province du Canada en 1905.
|  |  | Rang | Nom                          | Parti (circonscription)                                              | Mandat                                |
|  |  | ---- | ---------------------------- | -------------------------------------------------------------------- | ------------------------------------- |
|  |  | 1er  | Alexander Cameron Rutherford | Libéral (Strathcona)                                                 | 2 septembre 1905 - 26 mai 1910        |
|  |  | 2e   | Arthur Lewis Sifton          | Libéral (Vermilion)                                                  | 26 mai 1910 - 30 octobre 1917         |
|  |  | 3e   | Charles Stewart              | Libéral (Sedgewick)                                                  | 30 octobre 1917 - 13 août 1921        |
|  |  | 4e   | Herbert Greenfield           | United Farmers (Rivière-la-Paix)                                     | 13 août 1921 - 23 novembre 1925       |
|  |  | 5e   | John Edward Brownlee         | United Farmers (Ponoka)                                              | 23 novembre 1925 - 10 juillet 1934    |
|  |  | 6e   | Richard Gavin Reid           | United Farmers (Vermilion)                                           | 10 juillet 1934 - 3 septembre 1935    |
|  |  | 7e   | William Aberhart             | Crédit social (Okotoks-High River jusqu'à 1940, Calgary)             | 3 septembre 1935 - 23 mai 1943        |
|  |  | 8e   | Ernest Manning               | Crédit social (Edmonton jusqu'à 1959, Strathcona-Est)                | 31 mai 1943 - 12 décembre 1968        |
|  |  | 9e   | Harry Strom                  | Crédit social (Cypress)                                              | 12 décembre 1968 - 10 septembre 1971  |
|  |  | 10e  | Peter Lougheed               | Progressiste-conservateur (Calgary-Ouest)                            | 10 septembre 1971 - 1er novembre 1985 |
|  |  | 11e  | Donald Getty                 | Progressiste-conservateur (Edmonton-Whitemud jusqu'à 1989, Stettler) | 1er novembre 1985 - 13 décembre 1992  |
|  |  | 12e  | Ralph Klein                  | Progressiste-conservateur (Calgary-Elbow)                            | 14 décembre 1992 - 14 décembre 2006   |
|  |  | 13e  | Ed Stelmach                  | Progressiste-conservateur (Fort Saskatchewan-Vegreville)             | 14 décembre 2006 - 7 octobre 2011     |
|  |  | 14e  | Alison Redford               | Progressiste-conservateur (Calgary-Elbow)                            | 7 octobre 2011 - 23 mars 2014         |
|  |  | 15e  | Dave Hancock                 | Progressiste-conservateur (Edmonton-Whitemud)                        | 23 mars - 15 septembre 2014           |
|  |  | 16e  | Jim Prentice                 | Progressiste-conservateur (Calgary-Foothills)                        | 15 septembre 2014 - 24 mai 2015       |
|  |  | 17e  | Rachel Notley                | Néo-démocrate (Edmonton-Strathcona)                                  | 24 mai 2015 - 30 avril 2019           |
|  |  | 18e  | Jason Kenney                 | Parti conservateur uni (Calgary-Lougheed)                            | 30 avril 2019 - 11 octobre 2022       |
|  |  | 19e  | Danielle Smith               | Parti conservateur uni                                               | Depuis le 11 octobre 2022             |

## Anciens premiers ministres encore vivants
Depuis octobre 2022, cinq anciens premiers ministres albertains sont encore en vie. Le dernier à mourir est Jim Prentice (2014-2015) le 13 octobre 2016.
| Nom            | Années en poste | Date de naissance |
| -------------- | --------------- | ----------------- |
| Ed Stelmach    | 2006-2011       | 11 mai 1951       |
| Alison Redford | 2011-2014       | 7 mars 1965       |
| Dave Hancock   | 2014            | 10 août 1955      |
| Rachel Notley  | 2015-2019       | 17 avril 1964     |
| Jason Kenney   | 2019-2022       | 30 mai 1968       |